# Liste der Bodendenkmäler in Willich
Die Liste der Bodendenkmäler in Willich enthält die denkmalgeschützten unterirdischen baulichen Anlagen, Reste oberirdischer baulicher Anlagen, Zeugnisse tierischen und pflanzlichen Lebens und paläontologischen Reste auf dem Gebiet der Stadt Willich im Kreis Viersen in Nordrhein-Westfalen (Stand: Mai 2015). Diese Bodendenkmäler sind in Teil B der Denkmalliste der Stadt Willich eingetragen; Grundlage für die Aufnahme ist das Denkmalschutzgesetz Nordrhein-Westfalen (DSchG NRW).

## Liste der Bodendenkmäler
| Bild                      | Bezeichnung                            | Lage | Beschreibung | Bauzeit               | Eingetragen seit | Denkmal- nummer |
| ------------------------- | -------------------------------------- | --- | --- | --------------------- | ---------------- | --------------- |
| weitere Bilder            | Hügel Kapelle Klein-Jerusalem          | Schiefbahn Vinhovenplatz 12, 47877 Willich (Gemarkung Schiefbahn, Flur 11, Flurstück 44) Karte                                     | Es handelt sich um einen Hügel, auf dem die Kapelle Klein-Jerusalem errichtet wurde. | ab 1652               | 09.08.1985       | 1               |
| weitere Bilder            | Grabenanlage Hülsdonkerhof             | Willich Zum Haus Hülsdonk 31, 47877 Willich (Gemarkung Willich, Flur 32, Flurstück 97) Karte                                       | Ursprünglich war die Hofanlage des Hülsdonkerhof wohl mit einer kompletten Grabenanlage umzogen, beim Bodendenkmal handelt es sich um den noch erhaltenen Teil der Gräben sowie der ehemalig umschlossenen Hoffläche. | 13./14. Jh.           | 08.11.1985       | 2               |
| weitere Bilder            | Grabenanlage Schloss Neersen           | Neersen Hauptstraße 6, 47877 Willich (Gemarkung Willich, Flur 12, Flurstücke 1955 und 1956) Karte                                  | Es handelt sich um die (ehemalige und noch bestehende) Grabenanlage und die umschlossene Innenfläche von Schloss Neersen.                                                                                             | Ursp. 13. Jh.         | 11.11.1985       | 3               |
| weitere Bilder            | Grabenanlage Haus Stockum              | Neersen Stockum 20, 47877 Willich (Gemarkung Neersen, Flur 15, Flurstück 266) Karte                                                | Es handelt sich um die (ehemalige und noch bestehende) Grabenanlage und die umschlossene Innenfläche der Hofanlage von Haus Stockum.                                                                                  | 15. Jh.               | 30.10.1985       | 4               |
| weitere Bilder            | Grabenanlage Haus Broich mit Baumallee | Willich Hausbroicher Straße 222, 47877 Willich (Gemarkung Willich, Flur 1, Flurstücke 26, 62 (teilw.), 63, 151-152 (teilw.)) Karte | Es handelt sich um die (ehemalige und noch bestehende) Grabenanlage und die umschlossene Innenfläche der Hofanlage von Haus Broich sowie der zugehörigen Zufahrts-Allee.                                              | 13. Jh.               | 29.01.1988       | 5               |
| weitere Bilder            | Grabenanlage Renneshof                 | Willich Zum Renneshof 10, 47877 Willich (Gemarkung Willich, Flur 2, Flurstück 164) Karte                                           | Es handelt sich um die Grabenanlage des Renneshofs. | 16. Jh.               | 31.07.1995       | 6               |
| weitere Bilder            | Grabenanlage, Festes Haus Degens       | Willich Stock 90, 47877 Willich (Gemarkung Willich, Flur 37, Flurstücke 4, 59) Karte                                               | Es handelt sich um die (ehemalige und noch bestehende) Grabenanlage und die umschlossene Innenfläche der Hofanlage von Haus Degens.                                                                                   | Mittelalter           | 04.08.1995       | 8               |
| Grabenanlage Diepenbroich | Grabenanlage Diepenbroich              | Schiefbahn Diepenbroich 55 + 57, 47877 Willich (Gemarkung Schiefbahn, Flur 12 Flurstücke 80 und 147) Karte                         | Es handelt sich um die gesamte Grabenanlage einschließlich der umschlossenen Innenfläche der ehemaligen Hofesfeste Haus Diepenbroich.                                                                                 | 18. Jh.               | 04.08.1995       | 9               |
| weitere Bilder            | Alter Grabenverlauf, Burgerweg         | Willich Drahtzieherweg 3 + 5, 47877 Willich (Gemarkung Willich, Flur 30, Flurstücke 418, 460, 282 und 458) Karte                   | Es handelt sich um einen Grabenverlauf einer römischen Siedlungsstelle. Die Datierung (über Gefäßscherben) wurde auf einen Zeitraum Mitte 2. bis Anfang 3. Jahrhundert nach Christus festgelegt.                      | 2./3. Jh. n. Christus | 09.07.2001       | 10              |
| Landwehr Hardt            | Landwehr Hardt                         | Willich Nähe Kieswerk (Hardt 30A), 47877 Willich (Gemarkung Willich, Flur 34, Flurstücke 72, 93, 94 und 109) Karte                 | Es handelt sich um eine sichtbare und obertägig nicht mehr sichtbare Landwehr und eine gewisse Umgebung. | um 1350               | 12.01.2007       | 11              |
| Alte Landwehr             | Alte Landwehr                          | Willich Stockum 20, 47877 Willich (Gemarkung Willich, Flur 2 / Flurstück 171, Flur 37 / Flurstück 64) Karte                        | Es handelt sich um eine sichtbare Landwehr und eine gewisse Umgebung oberhalb des Renneshofs. | um 1350               | 18.12.2006       | 12              |